# Матеја Стијачић
Матеја Стијачић (Клобук, 11. децембар 1883 — Логор Јадовно, 12. април 1941) је био свештеник Српске православне цркве у чину протојереја.
Након око три деценије свештенослужења у српским православним срединама у североисточним деловима Сједињених Америчких Држава и југоисточним деловима Канаде, на предлог Николе Тесле, службује као протојереј Смиљанске парохије од 1935. године до 12. априла 1941. године када су га убиле хрватске Усташе на свиреп начин.

## Биографија
Рођен је 1883. године у Клобуку 20 км источно од Требиња. Био је син Милице и Видака Стијачића и имао тројицу браће: Ивана, Спасоја и Петра и две сестре Савету и Аниту од исте мајке која је на последњем порођају преминула. Друга жена Видакова — Мара Деретић, изродила је Матеји четири полу-сестре: Борику, Анђу, Достињу и Видосаву. По завршеној богословији и рукоположењу, већ првих година двадесетог века одлази са супругом Аницом и рођаком Петром. О. Стијачићем, на далеки пут преко Атлантика. Служио је у многим парохијама у Америци, па му се и петоро деце (Бранко, Славо, Зора, Надежда и Вера) родило у различитим местима и чак државама САД.
Матеја је истовремено био и парох и врло успешни православни мисионар у местима у којима је било Срба, али и других нација са Балканског простора: Грка, Румуна, Хрвата... Срби су највише долазили из Херцеговине, Далмације, Црне Горе, Лике, Кордуна, Баније, али и Војводине јер је у то време Угарска водила политику исељавања што више Срба из Бачке и Баната да би те крајеве насељавала Мађарима са севера Мађарске и тако утицала на демографске промене. Матеја је у Америци саставио „Зборник молитава и црквених песама са одговарањем на литургији”.
Паја Р. Радосављевић, први српски доктор психологије, родом из села Обрежа у Срему, након завршеног високог школовања у Цириху и Бечу, одлази, половином 1905. године у Америку и тамо затиче проту Матеју В. Стијачића и његовог рођака Петра О. Стијачића који су већ познавали и Николу Теслу. И Михајла Пупина. Заједно са њима, а на молбу високог духовника оца Себастијана Дабовића, организују градњу цркве Свети Лука и оснивање црквене општине у Чикагу за шта су знатну финансијску помоћ дали и Никола Тесла и Михајло Пупин.
1908. године, Аустрија анектира Босну и Херцеговину и тиме изазива крупне немире на Балкану. У основи, то је био један од узрока Великог рата 1914—1918. године који је скупо коштао читав српски народ, али и велики део света. Матејиног оца Видака и још 70 угледних Срба, обесила је Аустријска војска 1916. у близини католичке цркве у Требињу, само зато што су Срби, православци и угледни херцеговачки грађани. У то време, син Матеја је помагао у слању добровољаца и помоћи српској војсци и добровољцима из Црне Горе и Херцеговине који су били у врло тешким условима ратовања током Првог светског рата.
Коначно се настањује и задржава у рударском месту Чизелм, кантон Сент Луис (Chisholm, St. Luis County) у држави Минесота. Ужелевши се родне груде, Матеја одлази 1923. године на дуго путовање и обилази гробове, пријатеље и рођаке широм Херцеговине и Црне Горе. У Америку се враћа крајем 1924. и наставља пријатељство са великанима Николом Теслом, Др Пајом Радосављевићем, Михајлом Пупином и многим другим Србима православцима. Сви су они били веома заитересовани за збивања у отаџбини, а она се, без обзира на управу, власт, границе и окупације, практично простирала већим делом Балканског полуострва, од Кордуна, Баније и Лике, преко Далмације, Босне и Херцеговине, Црне Горе, Косова и Метохије, Војводине, Србије, Мекедоније, све до Албаније и севера Грчке.

### Свештенослужење у Смиљану
У далекој Лици у Смиљану, родном селу Николе Тесле (некада Аустријско царство, а данас Хрватска), свештенослужења је обављао Милутин Тесла (отац великог Николе Тесле) од 1852 до 1863, а затим ђакон Стеван Косановић (1891—1892), па једно време јереј Димитрије Јерковић, а онда, дуже времена није било ни пароха ни служби. То је вероватно био мотив Николе Тесле да предложи проти Матеји да се запути из Америке у Смиљан и покрене ствар са мртве тачке.
Никола Тесла је у проти Матеји видео једнако посвећеног и искреног православног свештеника какав је био и његов отац. Матија је са поносом и одговорношћу прихватио предлог пријатеља и отишао у далеки Смиљан 1935. године заједно са својом породицом.
Нови прота у Смиљану је најпре на прикладан начин обележио Теслину родну кућу, већ славног Теслу у Америци, глорификовао је међу недовољно обавештеним сиротим личким сељанима притиснутим великим невољама у вечито непријатељском окружењу. Прота је приредио велику прославу 80-ог рођендана Николе Тесле пред самом родном кућом поштованог генија. Слављеник није био физички присутан, али је зато дошло много званица из уваженог света науке и културе као и много Срба из Смиљана и околине. Око храма Светих апостола Петра и Павла је поново окупио парохијане из Смиљана и околине. Становао је управо у родној кући Николе Тесле, претежно лети, а зими би прелазио у Госпић.
Велики иноватор, визионар и научник, Никола Тесла, није могао ни сањати да ће испуњење његовог предлога да оде у Смиљан, упућеног, поштованом проти и пријатељу, одвести Матеју Стијачића, православног мисионара, у неописиву мученичку смрт.

### Страдање православаца у време фашизма
Тих година долази до рађања нацизма у Европи и његових трагичних последица по читав свет. Захватио је нацизам и Хрватску и то у најбруталнијем свом виду. Врло брзо је Хитлер без објаве рата, напао Србију и стравично бомбардовао Београд (6. априла 1941) а то је било зелено светло већ припремљеном екстремно-шовинистичком милитантном реду усташа, да могу да крену у зверства против јеврејског и српског становништва, а најпре су на удару били свештеници и угледни представници ова два народа. За само неколико дана (10. априла 1941), је и званично проглашена Независна Држава Хрватска (НДХ) путем устројства клеро-милитантне врхушке хрватских националиста подржаних од стране војске усташа припремљене на најсвирепије акције у историји човечанства. Већ се у редовима усташких крвника знало да је сам Анте Павелић, оснивач НДХ, одобрио Закон о одобравању масакра као начину поступања према популацији Срба у Хрватској, Босни и Херцеговини, Далмацији, Славонији па чак и Срему.
Усташки крвници су се просто такмичили ко ће више Срба побити и тиме се међу челницима НДХ похвалити. Тако су 12. априла 1941. у Госпићу, Краљевина Срба, Хрвата и Словенаца, усташе, без икаквог повода, ухапсиле проту Матеју Стијачића, одвели га најпре у градски концентрациони логор, а одмах затим, са многобројним другим грађанима, у већ злогласни концентрациони логор Јадовно.
Истовремено, усташе су у порти цркве у Смиљану затекли малолетног сина Славу и зверски га заклали на очиглед његове сестрице Надежде.
Око стотину свештеника, архијереја и пароха, са подручја Српске Крајине (Лике, Кордуна и Баније) и по неким изворима 68 хиљада цивила, мушкараца, жена и деце, махом српске националности и православне вере, а делом и Јевреја, одвели су усташки зликовци у концентрационе логоре Госпић и Јадовно. Усташки поглавари су наређивали мучење, батинање и изгладњивање недужног православног народа и свештенства, а затим су их џелати-извршиоци водили на планину Велебит, вршили зверска мучења и убијања и бацали жртве, било још једва живе или мртве, у бројне уске, стрме и унедоглед дубоке јаме. Проти Матеји, усташе су скидале кожу са леђа, посипале голе ране сољу, извадили му крупне плаве очи и измученог бацили у безизлазну јаму Јадовно испред које се од 2012. године налази спомен-плоча коју су подигли Епископ и свештенство Епархије Горњокарловачке. На плочи је 54 имена страдалих архијереја и свештеника. Међу именима свештеника је и име: Матеја Стијачић.
Од Смиљана је остало само скромно гробље изнад цркве и једна заједничка гробница са посмртним остацима више од 500 људи, жена, деце... Међу жртвама је било чак 119 особа са презименом Тесла. Усташе су побили сво становништво у Смиљану и околини. Стално присутна, репресивна политика Хрватске власти према српској популацији је онемогућила сваку помисао да се село обнови. Српска православна црква је тек 1986. успела да добије дозволу да делимично обнови храм Светих апостола Петра и Павла. Мала српска заједница која је преостала у Хрватској до данас, надљудским напорима настоји да обиђе или обележи места страдања или да подигне дужне споменике, али они често преко ноћи бивају рушени од стране милитантних про-усташки настројених вандала, а пролазе углавном без одговорности и процесуирања.

### Канонизација Свештеномученика
Матеја Стијачић је страдао мученичком смрћу као протојереј Српске православне цркве. Глорификован је као свештеномученик и канонизован у Светог Матеју Стијачића 2004. године од стране Српске православне цркве Северне Америке. Његово име се налази на листи светаца поред значајних имена српске историје, религије и културе као што су имена часних отаца Светог Николаја Велимировића, Светог Себастијана Дабовића, Светог Варнаве Настића и других знаменитих Срба православне вероисповести.